# Rachicerus relicta
Rachicerus relicta är en tvåvingeart som först beskrevs av Frey 1954.  Rachicerus relicta ingår i släktet Rachicerus och familjen vedflugor. Inga underarter finns listade i Catalogue of Life.